# 키테

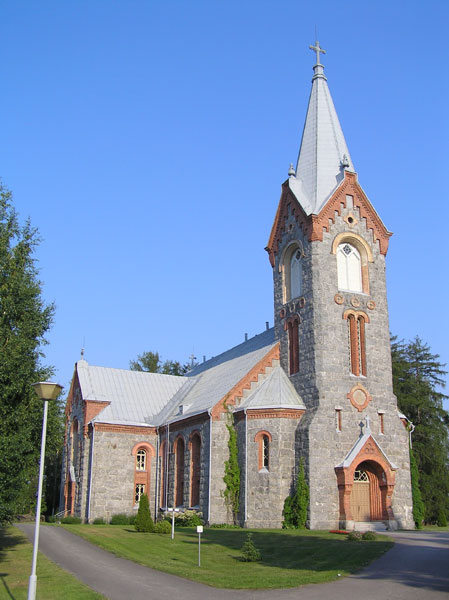
키테 교회

키테의 위치

키테(핀란드어: Kitee, 스웨덴어: Kides 키데스[*])는 핀란드 북카리알라 지역에 위치한 도시로 면적은 1,253.60km2, 인구는 10,783명(2016년 3월 31일 기준), 인구 밀도는 12.46명/km2이다.

시 문장